# Ipsdienol
Ipsdienol ist eine chemische Verbindung aus der Gruppe der Terpenalkohole und ein Pheromon verschiedener Borkenkäfer-Arten der Gattung Ips.

## Isomere
Ipsdienol hat ein stereogenes Zentrum am Kohlenstoffatom der Position 4 und tritt somit in Form zweier Enantiomere auf: (R)-(−)-Ipsdienol und (S)-(+)-Ipsdienol.
| Isomere von Ipsdienol |                       |               |
| Name                  | (S)-Ipsdienol         | (R)-Ipsdienol |
| Andere Namen          | (+)-Ipsdienol         | (−)-Ipsdienol |
| Strukturformel        |                       |               |
| CAS-Nummer            | 35628-00-3            | 60894-97-5    |
| CAS-Nummer            | 14434-41-4 (unspez.)  |               |
| EG-Nummer             | 609-154-9             | –             |
| EG-Nummer             | 238-408-8 (unspez.)   |               |
| ECHA-Infocard         | 100.128.974           | –             |
| ECHA-Infocard         | 100.034.901 (unspez.) |               |
| PubChem               | 92301                 | 181296        |
| PubChem               | 85734 (unspez.)       |               |
| Wikidata              | Q13422964             | Q27158231     |
| Wikidata              | Q55756695 (unspez.)   |               |

## Vorkommen
Das (R)-Enantiomer wird von Ips confusus genutzt, einem Schädling der Gelb-Kiefer, während das (S)-Enantiomer ein Pheromon von Ips paraconfusus ist.

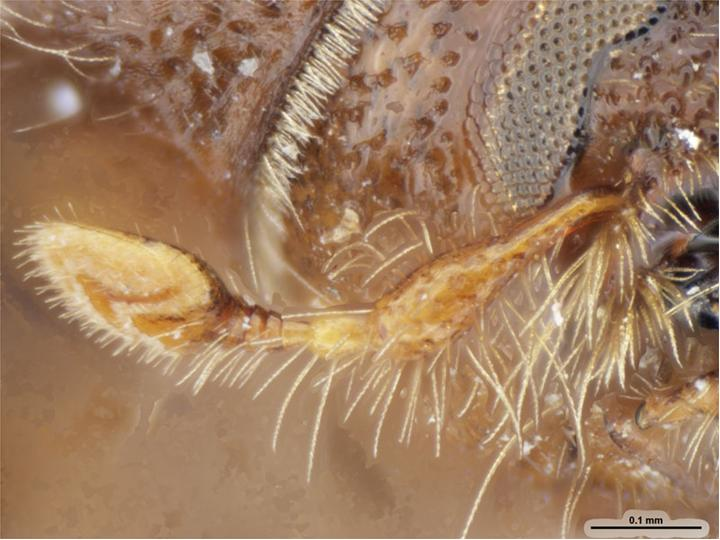
Borkenkäfer (Ips confusus)
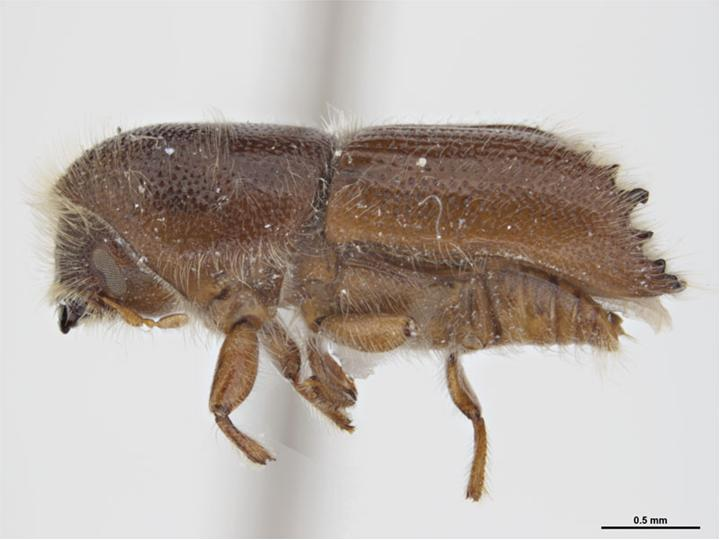
Borkenkäfer (Ips paraconfusus)

Es ist auch als Pheromon verschiedener Arten von Borkenkäfern (Scolytidae) bekannt. Darüber hinaus wurde in neun Orchideenarten ein hoher Anteil an Ipsdienol in ihrem Blütenduft nachgewiesen. Synthetisches, racemisches Ipsdienol lockte in Feldversuchen in Panama, Mexiko und Peru mehrere Arten von euglossischen Bienen an.

## Gewinnung und Darstellung
(R)-(−)-Ipsdienol und sein Antipode können aus (R)-(+)-Glyceraldehydacetonid bzw. (R)-(+)-Apfelsäure synthetisiert werden. Damit wurde die S-Konfiguration des natürlich vorkommenden (+)-Ipsdienol nachgewiesen. Daneben sind noch einige weitere Syntheseverfahren bekannt. So zum Beispiel die Reaktion von 1,4-Dibrom-2-(brommethyl)but-2-en mit Zink, gefolgt von der Behandlung mit 3-Methylbutanal und 3-Methylbut-2-enal, ergibt racemisches Ipsenol und Ipsdienol in 64 und 50 % Ausbeute.